# Józef Unrug
Józef Michał Hubert Unrug, nato come Joseph von Unruh (Brandeburgo sulla Havel, 7 ottobre 1884 – Lailly-en-Val, 28 febbraio 1973), è stato un ammiraglio polacco di origini tedesche, comandante in capo della marina militare polacca durante le prime fasi della seconda guerra mondiale.

## Biografia
Nato con il nome tedesco di Joseph Michael Hubert von Unruh, era figlio di Thaddäus Gustav von Unruh, maggior generale dell'esercito prussiano di origini polacche. Dopo essersi diplomato al gymansium di Dresda, Unrug entrò nell'accademia navale di Kiel uscendone il 1º aprile 1904 come aspirante ufficiale della Marina imperiale tedesca; conseguito il grado di tenente il 27 settembre 1907, servì come ufficiale sugli incrociatori SMS Munich e SMS Niobe e sulla corazzata SMS Braunschweig. Dal giugno del 1911 all'agosto del 1913 prestò servizio come ufficiale presso la Scuola di Ispezione Nautica di Flensburgo, facendo anche da assistente del comandante delle scuola. Allo scoppio della prima guerra mondiale Unrug prestava servizio come ufficiale sulla corazzata SMS Friedrich der Grosse, ma a partire dal 1915 fu assegnato ai sommergibili, prestando servizio sui battelli UB 25, UC 11 ed UC 28, ricevendo una promozione al grado di capitano ed il comando di una flottiglia di U-Boot.
Terminato il conflitto, Unrug si offrì volontario come ufficiale del nuovo esercito della Polonia, tornata indipendente nel 1918; dopo aver prestato servizio durante la guerra sovietico-polacca tra il febbraio del 1919 ed il marzo del 1921, fu assegnato alla neonata marina militare polacca, divenendo nel 1920 primo direttore dell'Ufficio Idrografico di Danzica e dirigendo, in questa veste, l'acquisto di una delle prime unità navali polacche, il vascello idrografico ORP Pomorzanin. Nel 1922 fu capo di stato maggiore del comando della flotta polacca, ma chiese di essere messo nella riserva nel 1923; nel 1925 fu richiamato in servizio attivo dallo stesso presidente Stanisław Wojciechowski, il quale gli affidò il comando della marina polacca. Ottenne il grado di contrammiraglio il 1º gennaio 1933.
Il 1º settembre 1939 la Germania attaccò la Polonia, dando così avvio alla seconda guerra mondiale; la marina polacca non si fece trovare impreparata dallo scoppio della guerra, avendo già approntato diversi piani operativi: le principali unità di superficie si trasferirono in Gran Bretagna (operazione Peking) per evitare di rimanere intrappolate nel mar Baltico dalle superiori forze tedesche, mentre le unità subacquee si disposero in posizioni prefissate nella baia di Danzica (operazione Worek), per attaccare qualsiasi trasporto nemico diretto sulla costa del corridoio polacco; in ogni caso la superiorità numerica tedesca era schiacciante, e le poche unità della marina polacca furono ben presto neutralizzate o costrette a rifugiarsi in porti neutrali entro la metà di settembre. Unrug stesso rimase asserragliato nel suo comando sulla penisola di Hel, completamente tagliato fuori dal resto del paese dopo le prime fasi dell'offensiva tedesca; la penisola infine capitolò il 1º ottobre 1939, una delle ultime piazzeforti polacche ad alzare bandiera bianca.
Unrug trascorse quindi il resto della guerra come prigioniero dei tedeschi, venendo trasferito in diversi campi per prigionieri di guerra come l'Oflag II-C di Woldenberg, l'Oflag XVIII-C di Spittal an der Drau, lo Stalag X-B di Sandbostel, l'Oflag IV-C di Colditz (famoso campo di massima sicurezza, specificamente destinato agli alti ufficiali Alleati prigionieri), ed infine l'Oflag VII-A di Murnau. Come ex ufficiale della marina imperiale, Unrug fu trattato con rispetto dai tedeschi, ricevendo spesso visite da parte dei suoi ex colleghi nel tentativo di convincerlo a passare dalla parte della Germania: in questo senso Unrug si dimostrò scarsamente collaborativo, respingendo ogni richiesta; arrivò al punto di rifiutarsi di parlare in tedesco con i suoi interlocutori e di pretendere la presenza di un interprete ai colloqui, nonostante la sua conoscenza della lingua tedesca fosse superiore a quella del polacco.
Unrug fu liberato dai reparti statunitensi nel 1945 dal campo di Murnau; si rifiutò di rientrare in Polonia, allora governata da un regime comunista, ed offrì i suoi servigi al governo in esilio della Polonia a Londra, servendo come capo della Direzione della Marina Militare. Promosso a viceammiraglio il 2 settembre 1946, lasciò il servizio attivo nel 1948 per poi trasferirsi in Francia nel 1955. Józef Unrug morì il 28 febbraio 1973 nell'ospedale per veterani polacchi di Lailly-en-Val, in Francia, all'età di 88 anni; il 5 marzo seguente fu seppellito nel cimitero di Montrésor, mentre nel 1976 una targa in suo onore fu eretta nella chiesa di Oksywie, sobborgo di Gdynia. Il 24 settembre 2018 le ceneri di Józef Unrug e della moglie furono dissotterrate e trasferite a Gdynia per una cerimonia di funerali di stato.